# Pfarrkirche Münichreith an der Thaya

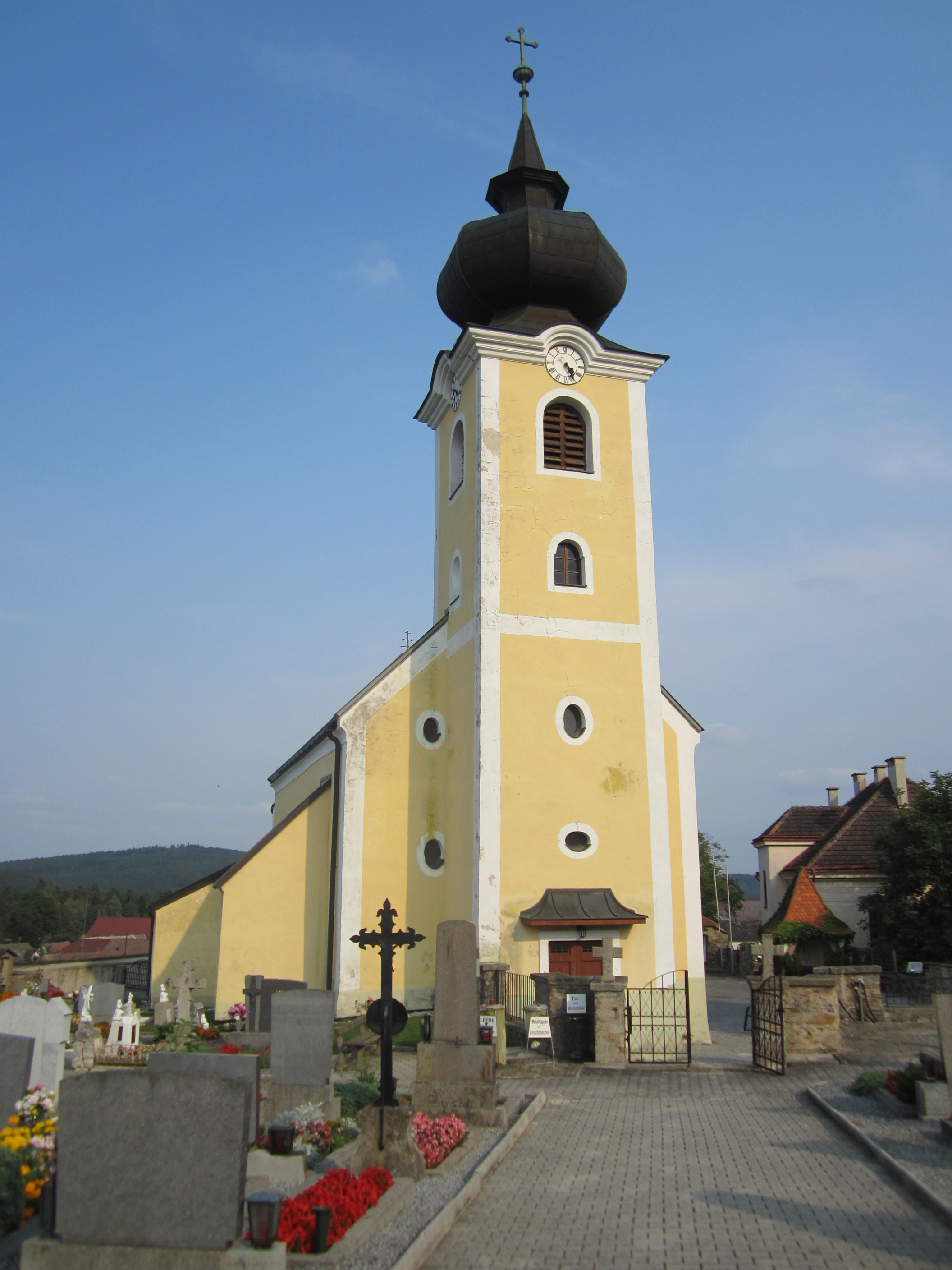
Katholische Pfarrkirche hl. Bartholomäus in Münichreith an der Thaya

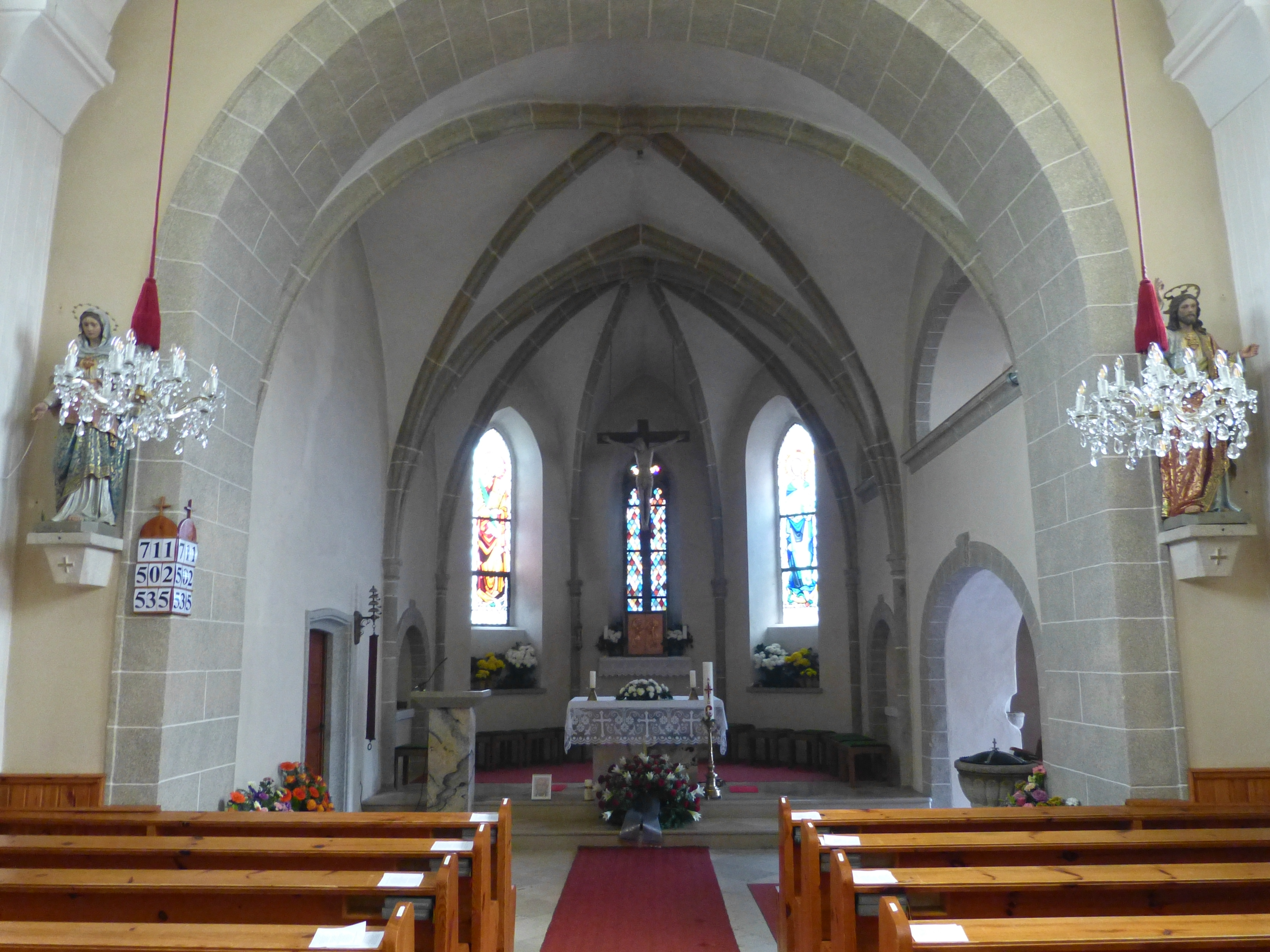
Innenraum, Blick zum Hochaltar

Die Pfarrkirche Münichreith an der Thaya steht erhöht auf einer Geländestufe im Westen des Ortes Münichreith an der Thaya in der Marktgemeinde Karlstein an der Thaya im Bezirk Waidhofen an der Thaya in Niederösterreich. Die dem Apostel Bartholomäus geweihte römisch-katholische Pfarrkirche gehört zum Dekanat Waidhofen an der Thaya in der Diözese St. Pölten. Die Kirche steht unter Denkmalschutz (Listeneintrag).

## Geschichte
Urkundlich wurde um 1180 eine Kirche genannt. 1335 war eine Kirchweihe. Urkundlich wurde im 14. Jahrhundert eine Pfarre begründet und 1810 erneuert.
Die im Kern gotische Kirche wurde barockisiert und erhielt einen barocken Westturm. Die Kirche wurde 1781, 1784 und 1864 erweitert.

## Architektur
Die Kirche ist von einem Friedhof mit einem ehemaligen Karner umgeben.
Kirchenäußeres
Das schlichte Langhaus zeigt vom gotischen Kern beidseits am Ostende je ein niedrig angeordnetes Lanzettfenster aus dem 14. Jahrhundert. Die Rundbogenfenster aus Stein sind aus der Barockisierung um 1781/1784. Das südliche Rechteckportal hat eine spätbarocke gedoppelte Holztür. Nordseitig hat das Langhaus eine kräftigen barocken Stützstrebepfeiler. Der gering eingezogene gotische Chor hat einen Fünfachtelschluss um 1400 und abgetreppte Strebepfeiler, die Spitzbogenfenster, das Fenster im Scheitel ist zweibahnig mit Maßwerk, die seitlichen Fenster wurden in der zweiten Hälfte des 19. Jahrhunderts mit einer Putzprofilierung erneuert. Der im Süden angebaute zweigeschoßige Erweiterungsbau aus 1784 hat abgerundete Ecken. Der Sakristeianbau im Norden ist aus der zweiten Hälfte des 19. Jahrhunderts.
Außen an der Kirche gibt es zwei marmorne barocke Wappengrabplatten und einen ehemaligen mittelalterlichen Granittaufstein.
Der vorgestellte schlichte Westturm aus 1701 hat Rundbogenschallfenster und Uhrengiebel und trägt einen Zwiebelhelm.
Kircheninneres
Das ursprünglich zweischiffige gotische Langhaus ist heute über drei Joche mit queroblongen Platzlgewölbe über gedrückten Gurtbögen auf Pilastern überwölbt, im Westen gibt es einen tonnengewölbten Unterzug und eine flache Orgelempore aus dem 19. Jahrhundert. Der gering eingezogene Triumphbogen hat Absenklinge. Der einjochige Chor hat eine Kreuzrippengewölbe um 1400 mit Schlusssteinen über Kapitellen und Runddiensten. Der Chor ist südlich mit Rundbogenöffnungen zum südlichen Erweiterungsbau geöffnet. Das nördliche Sakristeiportal ist aus 1950.
Die Glasmalerei Bartholomäus und Maria Immaculata entstand um 1950.

## Ausstattung
Die vorkonziliäre Choreinrichtung entstand 1954. Es gibt mehrere Konsolfiguren um 1900. Die Figuren Herz Mariä und Ecce homo schuf Ferdinand Stuflesser aus Gröden 1898.
Die Orgel baute Franz Jüstel 1875 mit einer gleichzeitigen Brüstung. Es gibt eine Glocke aus 1567. Eine Glocke nennt Hans Neipauer 1597.